# Sibel (Vorname)
Sibel ist ein weiblicher Vorname.

## Bedeutung
Sibel ist ein weiblicher Vorname, dessen Herkunft nicht gesichert ist. Möglicherweise handelt es sich um eine Variante des Namens der Göttin Kybele (Cybele). Er ist in vielen Regionen der Welt in unterschiedlichen Schreibweisen verbreitet.
Dennoch etablierte sich der Name vor allem in der Türkei und erfreut sich auch in Frankreich, nicht zuletzt wegen der identischen Aussprache von „si belle“ („so schön“ (fem.)), großer Beliebtheit.
Sibel ist auch der Name einer Online-Beratungsplattform für Migrantinnen in Deutschland zu den Themen Zwangsheirat und familiäre Gewalt, siehe Papatya.

## Namensträgerinnen
- Sibel Arslan (* 1980), Schweizer Juristin und Politikerin türkischer Herkunft
- Sibel Balta, Psychologin und Journalistin
- Sibel Can (* 1970), türkische Popsängerin
- Aygen-Sibel Çelik (* 1969), deutsche Kinder- und Jugendbuchautorin
- Sibel Edmonds (* 1970), persischstämmige ehemalige Übersetzerin beim FBI und spätere Whistleblowerin
- Sibel Kekilli (* 1980), deutsche Schauspielerin
- Sibel Kıcıroğlu (* 1995), türkische Handballspielerin
- Sibel Özkan (* 1988), türkische Gewichtheberin
- Sibel Schick (* 1985), türkisch-kurdische Journalistin
- Sibel Siber (* 1960), türkisch-zyprische Politikerin
- Sibel Şimşek (* 1984), türkische Gewichtheberin
- Sibel Susann Teoman (* 1975), deutsche Schriftstellerin
- Sibel Tüzün (* 1971), türkische Popsängerin